# Внутрішньоміське муніципальне утворення (Росія)
Вну́трішньомі́ське муніципа́льне утво́рення — тип муніципальних утворень, який є частиною міста в рамках місцевого самоуправління.
Згідно з Федеральним законом «Про загальні принципи організації місцевого самоуправління в Російській Федерації» виділяють 2 групи таких внутрішньоміських утворень:
- внутрішньоміська територія міста федерального значення — муніципальні утворення в межах міст Москва та Санкт-Петербург
- внутрішньоміський район — муніципальні утворення в деяких інших містах: Челябінська, Самари та Махачкали

Місцеве самоврядування на території муніципального утворення здійснюється відповідно до Конституції Російської Федерації, федеральних законів, Статуту міста федерального значення та Статуту внутрішньоміського муніципального утворення.